# Emiratul Abu Dhabi
Emiratul Abu Dhabi (în arabă أبوظبي) este cel mai mare dintre cele șapte emirate care formează Emiratele Arabe Unite, fiind situat la sud de Golful Persic. După ce existase ca protectorat britanic, a obținut independența la 2 decembrie 1971.
Are o suprafață de 73.548 km² și o populație de 928.300 locuitori. Din 4 noiembrie 2004 președintele Emiratelor Arabe Unite este șeicul Khalifa bin Zayed Al Nahyan. Prințul moștenitor al tronului Emiratului Abu Dhabi este Mohammed bin Zayed al Nahyan. Părintele fondator al EAU, Zayed bin Sultan Al Nahyan, a fost, de asemenea, emir de Abu Dhabi.
Economia emiratului se bazează aproape în totalitate pe industria petrolieră. Anual sunt produse circa 100 milioane de tone de petrol.